# Obszar ochrony ścisłej im. prof. Zygmunta Czubińskiego
Obszar ochrony ścisłej im. prof. Zygmunta Czubińskiego – leśny obszar ochrony ścisłej w Wolińskim Parku Narodowym, o powierzchni 106,38 ha, położony w województwie zachodniopomorskim, w powiecie kamieńskim, w gminie Międzyzdroje, las na krawędzi klifu, na wzniesieniu Święta Kępa, na wschodzie graniczy z ośrodkiem wypoczynkowym Grodno, na południu droga Międzyzdroje – Dziwnów.
Celem ochrony jest zachowanie starodrzewu buczyny pomorskiej oraz stanowisk wielu gatunków z rodziny storczykowatych.
Plażą, u podnóża klifu, wzdłuż północnej granicy obszaru ochrony ścisłej prowadzi znakowany czerwony turystyczny Szlak Nadmorski im. dr. Czesława Piskorskiego (Międzyzdroje→Dziwnów).
Obszarowi patronuje prof. Zygmunt Czubiński.